# Arrondissements du Val-de-Marne

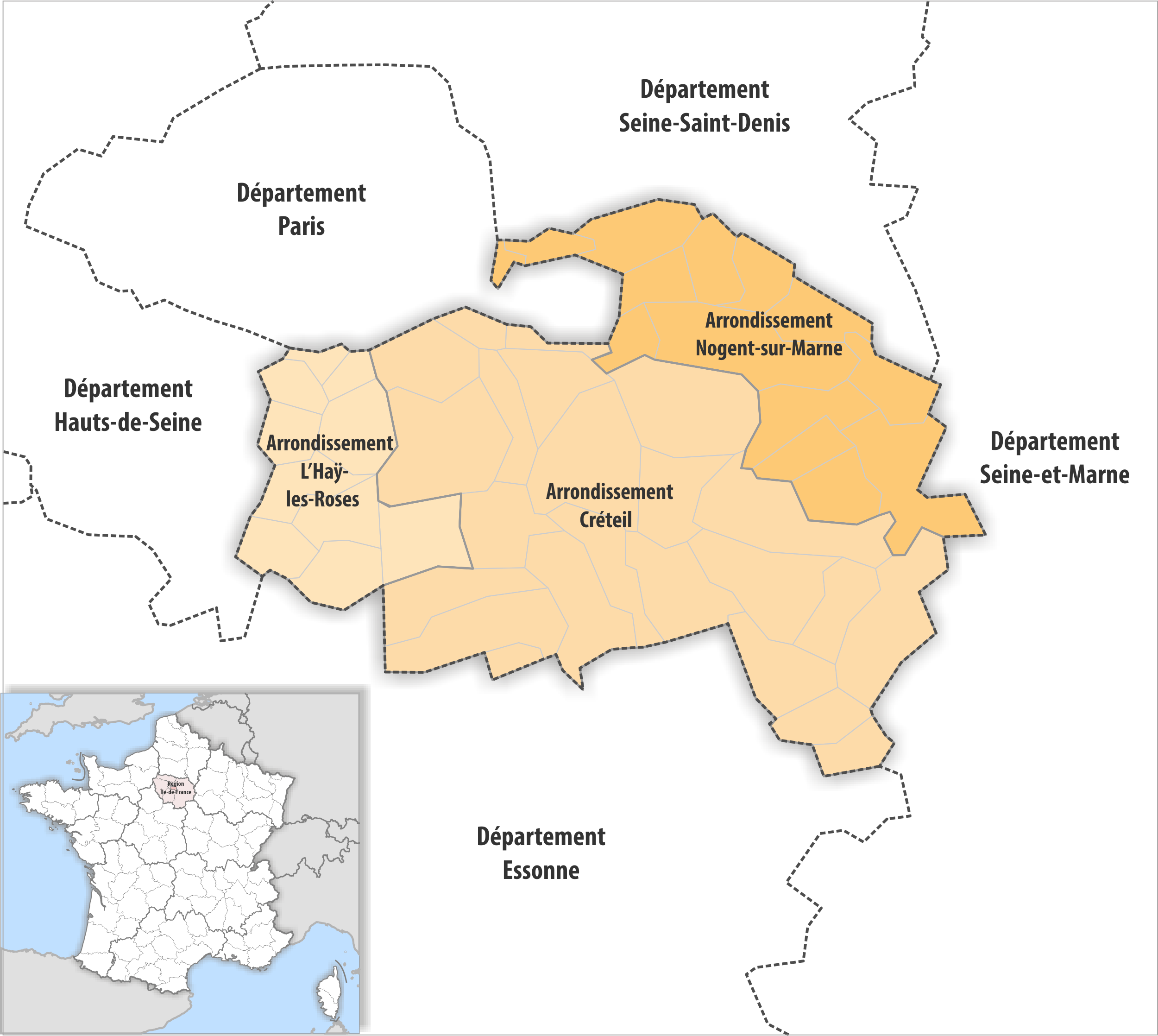
Les arrondissements du Val-de-Marne avant 2015.

Le département du Val-de-Marne comprend trois arrondissements.

## Composition
| Nom                                | Code Insee | Superficie (km2) | Population (dernière pop. légale) | Densité (hab./km2) | Modifier             |
| ---------------------------------- | ---------- | ---------------- | --------------------------------- | ------------------ | -------------------- |
| Arrondissement de Créteil          | 941        | 99,80            | 324 088 (2022)                    | 3 247              | modifier les données |
| Arrondissement de Nogent-sur-Marne | 942        | 56,30            | 516 281 (2022)                    | 9 170              | modifier les données |
| Arrondissement de l'Haÿ-les-Roses  | 943        | 88,90            | 579 162 (2022)                    | 6 515              | modifier les données |
| Val-de-Marne                       | 94         | 245,00           | 1 419 531 (2022)                  | 5 794              | modifier les données |

## Histoire
- 1968 : création du département du Val-de-Marne à partir de 18 communes de Seine-et-Oise et 29 communes du département de la Seine réparties sur deux arrondissements : Créteil, Nogent-sur-Marne
- 1972 : création de l'arrondissement de L'Haÿ-les-Roses